# Santa Maria em Vallicella (título cardinalício)
Santa Maria em Vallicella (em latim, Sanctae Mariae in Vallicella) é um título cardinalício instituído em 18 de dezembro de 1937 pelo Papa Pio XI, por meio da constituição apostólica Quum S. Thomae in Parione, em substituição ao título de São Tomás em Parione, cuja igreja, San Tommaso in Parione, estava deteriorada. Sua igreja titular é Santa Maria in Vallicella.

## Titulares protetores
- Vacante (1937-1946)
- Benedetto Aloisi Masella (1946-1948)
- Francesco Borgongini-Duca (1953-1954)
- Paolo Giobbe (1958-1972)
- James Robert Knox (1973-1983)
- Vacante (1983-1988)
- Edward Bede Clancy (1988-2014)
- Ricardo Blázquez Pérez (desde 2015)

## Ligações externa
- «GCatholic» (em inglês)
- «Catholic Hierarchy» (em inglês)
- «The Cardinals of the Holy Roman Church» (em inglês)